# 她是誰 (瑪丹娜歌曲)
《她是誰》（英語：Who's That Girl）是美國女歌手瑪丹娜在1987年6月發行的歌曲，它也是1987年上映的同名電影主題曲。〈她是誰〉在英美兩地都拿下冠軍，成為瑪丹娜第二首英美雙冠軍單曲。

## 資料

### 歌曲簡介
1987年電影《她是誰》（英語：Who's That Girl）是瑪丹娜首次獨挑大樑飾演女主角的作品。同名主題曲〈她是誰〉由瑪丹娜和她的搭檔Patrick Leonard共同譜寫完成，這已不是兩人第一次在音樂上合作，上一支暢銷冠軍曲〈美麗的島嶼〉就出自兩人之手，〈她是誰〉也沿用了這首歌曲融合美式流行和拉丁音樂的風格，而且為了襯托這兩首歌曲的拉丁曲風，歌詞中都特意加入了幾句西班牙文。

### 商業成績
唱片公司在1987年6月底推出〈她是誰〉單曲時，瑪丹娜已經擁有5首全美冠軍單曲，此時她正是全美最炙手可熱的女歌手。〈她是誰〉在1987年8月22日擊敗了U2樂團的〈I Still Haven't Found What I'm Looking For〉登上單曲榜的冠軍，成為瑪丹娜第6首全美冠軍單曲，它在榜內停留了16週，在1987年告示牌年終百大單曲排名第42名。
〈她是誰〉在英國單曲榜也獲得冠軍，成為瑪丹娜第5首英國冠軍單曲，這也是瑪丹娜繼1986年的〈爸爸別說教〉後，第二次同時拿下英美兩地單曲榜的冠軍。1989年5月27日，唱片公司將兩首全英冠軍單曲〈跟上旋律〉以及〈她是誰〉在英國推出雙單曲，但這回在英國單曲榜僅拿下第99名的成績。
〈她是誰〉在告示牌舞曲榜僅獲得第44名，成為瑪丹娜在舞曲榜上最差的成績。歷年來瑪丹娜只要有單曲進入該榜，成績皆在20名以內，惟獨〈她是誰〉落在20名以外。

### 單曲收錄
〈她是誰〉除收錄於電影原聲帶《她是誰》（英語：Who's That Girl）中，日後亦收錄於瑪丹娜1991年只在英國發行的EP《The Holiday Collection》以及2009年精選輯《娜經典》（英語：Celebration）中。